# Saint-Hermas
Pour les articles homonymes, voir Hermas (homonymie).
Saint-Hermas est un village et une ancienne municipalité du Québec (Canada).
Cette municipalité est aujourd’hui incluse dans la ville de Mirabel. 
Elle était nommée en l'honneur de Saint Hermas, l'un des soixante-douze disciples du Christ.